# Argostemma gracile
Argostemma gracile är en måreväxtart som beskrevs av Otto Stapf. Argostemma gracile ingår i släktet Argostemma och familjen måreväxter. Inga underarter finns listade i Catalogue of Life.